# Corinna Harrer
Corinna Harrer (née le 19 janvier 1991 à Ratisbonne) est une athlète allemande, spécialiste des courses de demi-fond.

## Biographie
Elle remporte la médaille d'argent du 3 000 mètres lors des Championnats d'Europe en salle 2013 de Göteborg (9 min 00 s 50), s'inclinant face à la Portugaise Sara Moreira.

### Palmarès
| Date | Compétition                    | Lieu     | Résultat | Épreuve | Performance   |
| ---- | ------------------------------ | -------- | -------- | ------- | ------------- |
| 2009 | Championnats d'Europe juniors  | Novi Sad | 2e       | 800 m   | 2 min 04 s 51 |
| 2011 | Championnats d'Europe espoirs  | Ostrava  | 2e       | 1 500 m | 4 min 21 s 52 |
| 2012 | Championnats d'Europe          | Helsinki | 4e       | 1 500 m | 4 min 10 s 38 |
| 2013 | Championnats d'Europe en salle | Göteborg | 2e       | 3 000 m | 9 min 00 s 50 |
| 2013 | Championnats d'Europe espoirs  | Tampere  | 2e       | 1 500 m | 4 min 07 s 71 |

### Records
| Épreuve   | Épreuve | Performance   | Lieu        | Date            |
| --------- | ------- | ------------- | ----------- | --------------- |
| Plein air | 1 500 m | 4 min 04 s 30 | Rome        | 31 mai 2012     |
| Plein air | 3 000 m | 8 min 55 s 47 | Lichtenfels | 28 avril 2012   |
| Salle     | 1 500 m | 4 min 15 s 24 | Karlsruhe   | 26 février 2012 |
| Salle     | 3 000 m | 8 min 51 s 04 | Karlsruhe   | 2 février 2013  |